# محكمة راسل حول فلسطين
محكمة راسل حول فلسطين هي محكمة رأي شعبية، تأسست في مارس 2009 من أجل «تعبئة الرأي العام حتى تقوم الأمم المتحدة والدول الأعضاء من اتخاذ التدابير اللازمة لوضع حد للإفلات إسرائيل من العقاب، وتحقيق تسوية عادلة ودائمة للنزاع». دشنت في حضور ستيفان هيسيل، سفير فرنسا الدائم، الذي حضر اجتماعات في وقت صياغة الإعلان العالمي لحقوق الإنسان، وهدف المحكمة «التأكيد على سيادة القانون الدولي كأساس للتنظيم الصراع الإسرائيلي الفلسطيني».

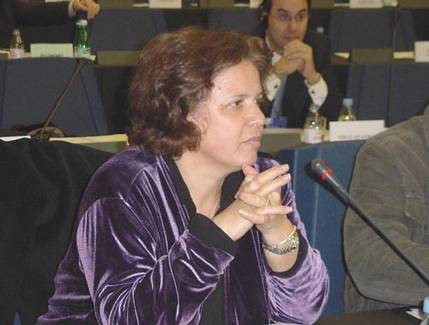
بيليد نوريت، في جلسة للبرلمان الأوروبي، 2001

من المروجين للمحكمة كين كوتس، رئيس مجلس إدارة مؤسسة برتراند رسل للسلام، وبيليد نوريت، أستاذة إسرائيلية في جامعة القدس العبرية، وليلى شهيد، المفوضة العامة للسلطة الفلسطينية في الاتحاد الأوروبي.
أنشئت المحكمة على طريقة إنشاء محكمة راسل حول حرب فيتنام على يد برتراند راسل وجان بول سارتر. وهي تبني عملها على أساس القانون الدولي وعلى وجه الخصوص رأي محكمة العدل الدولية في 9 يوليو 2004 والقرارات ذات الصلة الصادرة عن الأمم المتحدة (UN).
تطلب الأمر سنتين من الاتصالات اللازمة لتشكيل لجنة الرعاية. أنشأت لجان دعم لعمل المحكمة في أبريل 2009 في فرنسا وألمانيا وبلجيكا وأيرلندا وسويسرا ولوكسمبورغ وجنوب أفريقيا والمملكة المتحدة وإسبانيا.

## وصلات
- (بالإنجليزية) الموقع الرسمي لمحكمة راسل.